# Tamyris (bướm nhảy)
Tamyris là một chi bướm ngày thuộc họ Bướm nâu.